# Eskimo Joe
Eskimo Joe sono un gruppo musicale australiano formatosi nel 1997 a Fremantle.

## Formazione
- Kavyen Temperley – voce, basso, tastiera
- Stuart MacLeod – chitarra, cori
- Joel Quartermain – batteria, chitarra, tastiera, cori

## Discografia

### Album in studio
- 2001 – Girl
- 2004 – A Song Is a City
- 2006 – Black Fingernails, Red Wine
- 2009 – Inshalla
- 2011 – Ghosts of the Past
- 2013 – Wastelands

### Extended play
- 1998 – Sweater
- 1999 – Eskimo Joe
- 2007 – Beating Like a Drum